# Western Pennsylvania Hockey League
Western Pennsylvania Hockey League (kratica WPHL) je bila polprofesionalna in kasneje profesionalna hokejska liga v poznem 19. stoletju in začetku 20. stoletja. Zgoščena je bila na področje mesta Pittsburgh, Pensilvanija, od koder so prihajala tudi vsa moštva, ki so v ligi delovala. Liga se je v zgodovino zapisala kot prva, ki je prosto najemala in trgovala z igralci. 

## Zgodovina

### Prvotna liga WPHL
Pred letom 1900 je bilo mesto Pittsburgh eno od prvih mest v Severni Ameriki, ki je imelo umetno ledeno podlago, v dvorani Duquesne Gardens. Mesto je kmalu spoznalo, da samo s hitrostnim drsanjem, odpiranjem drsališča za obiskovalce in zabavami v kostumih ne more služiti večjega denarja. Zato so se odločili, da bi lahko začeli s hokejem na ledu, ki je bil tedaj dokaj nov šport. James Conant, direktor prvih dveh dvoran z ledeno podlago v mestu, dvoran Duquesne Gardens in Schenley Park Casino, je zato ustanovil ligo Western Pennsylvania Hockey League. V sezoni 1901/02 je imela liga tri moštva: Pittsburgh Bankers, Pittsburgh Athletic Club in Pittsburgh Keystones. Da bi moštva popolnili z igralci, so mnoge organizacije s pretvezo poslovnih zadev pripeljale v mesto mlade Kanadčane, kot sta bila George Lamb in Bill Hamilton, in vzpostavile moštva. 
Liga je zvabila igralce iz Kanade z obljubami o visoko plačani zaposlitvi in nizkimi denarnimi podporami. V tistem času so bile vse hokejske lige v Kanadi amaterske in liga je tako uspela pritegniti mnoge odlične igralce, med drugim kasnejše člane Hokejskega hrama slavnih lige NHL Alfa Smitha, Hoda Stuarta in Rileyja Herna. 
Poleti leta 1902 pa je Harry Peel, igralec Keystonesov v sezoni 1901/02, priznal, da so mu v t. i. amaterski ligi plačevali 35 dolarjev na teden. Ker je bil profesionalizem v hokeju na ledu tedaj še nekaj nepredstavljivega in celo nezaslišanega, od njegovega priznanja nobena amaterska moštva niso več igrala proti moštvom lige WPHL, brez da bi jih suspendirali kanadski ali ameriški funkcionarji. Peela je suspendirala liga Ontario Hockey Association in kasneje dvakrat zavrnila njegovi prošnji za prenehanje suspenza, 10. decembra 1903 in 30. novembra 1904. Peel je izjavil: "Oni (moštva) ne dvomijo glede plačevanja igralcev. Če jih ne plačujejo, jim dajo ponarejene (poslovne) položaje." Do začetka sezone 1902/03 je bila liga WPHL že polno profesionalna liga s štirimi moštvi - pridružilo se je še moštvo Pittsburgh Victorias. V Pittsburgh so vabili mnoge zvezdnike, ki so lahko sprejeli plačilo za svoje igre. V sezoni 1902/03 sta tako veliki zvezdi  postala brata Bruce in Hod Stuart. Hokejskim navijačem so sčasoma postali znani tudi nekateri veliki igralci, npr. Fred Lake. 
Prvak lige je tekmoval proti moštvu Portage Lakes Hockey Club za "profesionalno prvenstvo Združenih držav" do nastanka lige International Professional Hockey League za sezono IPHL 1904/05. Portage Lakes je igral serijo z moštvom Pittsburgh Bankers in zmagal z 2-1 ob eni neodločeni tekmi, a je v seštevku rezultatov zmagal Pittsburgh z 11-6. Naslednjo sezono je Portage Lakes še naprej igral profesionalne ekshibicijske tekme, a je oplenil moštva iz Pittsburgha za najboljše igralce, kot sta bila Riley Hern in Bruce Stuart.
Kljub tem izgubam igralskega kadra se je liga WPHL začela z istimi 4 moštvi, a so 17. januarja 1904 iz lige izstopili Keystonesi. Igralci Keystonesov so se nato razpršili v ostala tri moštva. Svoje mesto so zavzeli obetavni mladi igralci in tri različna moštva iz Pittsburgha so izzvala Portage Lakes za ameriški profesionalni naslov tisto leto. Še najbližje uspehu so bili Victoriasi, ki pa so izgubili z izidom 1-2 v zmagah.

### International Professional Hockey League
V sezoni 1904/05 je bila ustanovljena prva medmestna profesionalna liga, imenovana International Professional Hockey League. Moštvom Portage Lakes, Calumet-Larium Miners, Michigan Soo in Canadian Soo se je pridružilo moštvo Pittsburgh Pros, ki je nastalo, ko je liga WPHL svoja moštva razpustila, a še prej vzela njihove najboljše igralce in jih premestila v moštvo Pittsburgh Pros. Liga IPHL je s tem imela pet moštev. 
V prvi sezoni moštvu iz Pittsburgha ni šlo najbolje, v drugi pa je bil Pittsburgh del velike bitke za naslov prvaka, v katero sta bili vpleteni še moštvi Portage Lakes in Michigan Soo Indians. Ostali dve moštvi, Calumet Miners in Canadian Soo, sta s precejšnjim zaostankim zasedli četrto oziroma peto mesto. Pittsburgh je na koncu osvojil tretje mesto. 
Po vsej Kanadi so začele nastajati nove profesionalne lige in večina kakovostnih igralcev se je vrnila domov, zato je liga IPHL po sezoni 1906/07 razpadla. Določeno je bilo, da bodo za sezono 1907/08 ponovno obudili ligo WPHL s štirimi moštvi. Sezona se je začela nekaj tednov pred kanadskimi ligami, ker v Kanadi ni bilo nobenega umetnega drsališča do leta 1911. 

### Obuditev lige WPHL
Leta 1907 so tako ponovno oživili ligo WPHL. V prvi sezoni, skupno sicer že peti, so v ligi sodelovala štiri moštva: Pittsburgh Lyceum, Pittsburgh Athletic Club, Pittsburgh Bankers in novoustanovljeno moštvo Pittsburgh Pirates. 
Obnovljena liga je še vedna imela nekatere velike zvezde, kot sta bila Albert Kerr in Art Throop, a so mnogi igralci dobivali boljše ponudbe iz kanadskih lig ob koncu decembra, zato so moštva za silo sestavljala svoje postave do konca sezone. 
28. januarja 1908 se je v ligi zgodilo tisto, kar je prav mogoče bila prva menjava profesionalnih hokejistov med moštvi v zgodovini. Piratesi so poslali Jamesa MacKayja, Edgarja Deyja in Dunca Taylorja in v zameno od Bankersov prejeli Josephyja Donnellyja, Cliffa Bennesta in igralca po imenu McGuire. 
Sezona 1908/09 je obetala veliko, saj so v moštvih dominirali Alf Smith, Art Sixsmith, Lorne Campbell in vratar James MacKay, a je do konca decembra tretjina igralcev zapustila ligo in sprejela ponudbe iz različnih lig. Postajalo je vse bolj očitno, da so mnogi igralci uporabljali ligo WPHL, da bi ulovili dober začetek sezone pred pravimi preizkusi doma v Kanadi. Štirje od teh igralcev (Tommy Smith, Con Corbeau, Albert Kerr in Harry Smith) so odstopili od pogodb in podpisalo nove kar sredi sezone. 23. decembra je razpadel Pittsburgh Lyceum. Ker je bilo nemogoče računati na postavo igralcev po 20. decembru, so se odločili razpustiti ligo WPHL po sezoni in se vrniti k hokeju na ledu na lokalni ravni.

## Moštva
- All-Pittsburgh (1896)
- Duquesne Athletic Club (1908–1909)
- Duquesne Country and Athletic Club (en) (1896–1901)
- Pittsburgh Athletic Club (1896–1904, 1907–1909)
- Pittsburgh Bankers (1899–1904, 1907–1909)
- Pittsburgh Keystones (1900–1904)
- Pittsburgh Lyceum (1907–1908)
- Pittsburgh Pirates (1907–1908)
- Pittsburgh Victorias (1902–1904)
- Western University of Pennsylvania (1896–1900)

## Zapuščina
- Liga je mogoče bila tista, v kateri se je zgodila prva menjava profesionalnih hokejistov med moštvoma/i.
- Liga je bila prva, ki je prosto najemala hokejiste.

## Pregled sezon
| Sezona    | Moštva                                                           | Prvak         |
| --------- | ---------------------------------------------------------------- | ------------- |
| 1896–97   | Pittsburgh AC, Western University, Duquesne C&AC, All-Pittsburgh | -             |
| 1898–99   | Pittsburgh AC, Western University, Duquesne C&AC                 | Pittsburgh AC |
| 1899–1900 | Pittsburgh AC, Bankers, Western University, Duquesne C&AC        | Pittsburgh AC |
| 1900–01   | Pittsburgh AC, Bankers, Keystones, Duquesne C&AC                 | Pittsburgh AC |
| 1901–02   | Pittsburgh AC, Bankers, Keystones                                | Keystones     |
| 1902–03   | Pittsburgh AC, Bankers, Keystones, Victorias                     | Bankers       |
| 1903–04   | Pittsburgh AC, Bankers, Keystones, Victorias                     | Victorias     |
| 1907–08   | Pittsburgh AC, Bankers, Lyceum, Pirates                          | Bankers       |
| 1908–09   | Pittsburgh AC, Bankers, Lyceum, Duquesne AC                      | Duquesne AC   |

## Vidnejši igralci
V ligi je igralo 5 hokejistov, ki se je kasneje uvrstilo v Hokejski hram slavnih lige NHL:
- Riley Hern (1962, Keystones)
- Alf Smith (1962, Lyceum)
- Tommy Smith (1973, Lyceum)
- Bruce Stuart (1961, Victorias)
- Hod Stuart (1945, Bankers)